# Eusclera
Genre
Synonymes
- Eusclerella Roewer, 1910

Eusclera est un genre d'opilions eupnois de la famille des Sclerosomatidae.

## Distribution
Les espèces de ce genre se rencontrent en Chine et en Inde.

## Liste des espèces
Selon World Catalogue of Opiliones (16/05/2021) :
- Eusclera aureomaculata Roewer, 1910
- Eusclera indica Turk, 1948

## Publication originale
- Roewer, 1910 : « Revision der Opiliones Plagiostethi (= Opiliones Palpatores). I. Teil: Familie der Phalangiidae. (Subfamilien: Gagrellini, Liobunini, Leptobunini). » Abhandlungen aus dem Gebiete der Naturwissenschaften, herausgegeben vom Naturwissenschaftlichen Verein in Hamburg, vol. 19, p. 1–294.